# Le due tigri (film)
Le due tigri è un film del 1941 diretto da Giorgio Simonelli.
Seguito de I pirati della Malesia girato contemporaneamente e uscito lo stesso anno, si tratta dell'unica pellicola tratta dal romanzo omonimo di Emilio Salgari.

## Trama
La figlia di Tremal-Naik è stata rapita dai thugs e in suo soccorso arrivano dall'isola di Mompracem Sandokan, Yanez e i tigrotti. Grazie anche all'aiuto di Surama, anch'essa rapita da bambina, riescono a trovare il covo della setta e distruggerlo.

## Distribuzione
La pellicola raggiunse le sale cinematografiche italiane il 29 novembre del 1941.